# Uiramutã
Uiramutã è un comune del Brasile nello Stato di Roraima, parte della mesoregione del Norte de Roraima e della microregione del Nordeste de Roraima.
Fondato il 17 ottobre del 1995 dalle terre smembrate del comune di Normandia, è il comune più a Nord di tutto il Brasile.